# Salon international de l'automobile de Genève 2001
Le Salon international de l'automobile de Genève 2001 est un salon automobile qui s'est tenu du 1er mars au 11 mars 2001 à Genève. Il s'agit de la 71e édition internationale de ce salon, organisé pour la première fois en 1905.